# Debden (Saskatchewan)
Pour les articles homonymes, voir Debden.
Debden est un village fransaskois dans la municipalité rurale de Canwood no 494, dans la forêt boréale de la Saskatchewan, au Canada. Le village est situé sur l'autoroute 55 et est 94 km de la ville de Prince Albert et 194 km de la ville de Saskatoon. C'est également le siège administratif du gouvernement de la Première nation des Cris de Big River.
Le premier bureau de poste du village fut établi en 1912, et le village fut incorporé en 1922. 
La population était de 337 au recensement de 2016 (une baisse de -5,9% pour le recensement de 2011). La plupart des gens sont d'origine fransaskoise.  Le village est au bord du parc national de Prince Albert. Grâce à sa proximité avec les plusieurs lacs majestueux du parc national, le village devient une destination touristique populaire pendant les mois d'été. 

## Démographie
Sa population était de 337 en 2016, une diminution de 5.9% par rapport à 2011. Le français est la langue parlée à la maison de 30 résidents, la langue maternelle de 85 résidents, et est parlé par 145 résidents. L'anglais est également parlé par tous les résidents. 
| 2001 | 2006 | 2011 | 2016 |
| ---- | ---- | ---- | ---- |
| 355  | 348  | 358  | 337  |

## Voir également
- Liste des collectivités de la Saskatchewan